# Mariusz Wójcik
Mariusz Janusz Wójcik – polski chemik zajmujący się zagadnieniami z zakresu chemii fizycznej, chemii radiacyjnej, chemii teoretycznej i  informatyki chemicznej, profesor nauk chemicznych pracujący na Wydziale Chemicznym Politechniki Łódzkiej.

## Życiorys
Ukończył studia na Wydziale Chemicznym Politechniki Łódzkiej. Doktorat w dziedzinie nauk chemicznych uzyskał 22 marca 1994 broniąc pracę pt. Symulacja komputerowa procesów rekombinacji i zmiatania jonów w napromienionych układach niepolarnych.   25 stycznia 2005 otrzymał habilitację  w dziedzinie nauk chemicznych w dyscyplinie chemii na podstawie rozprawy pt. :Symulacje komputerowe procesów rekombinacji elektronów i jonów w układach o wysokiej ruchliwości ładunku. Tytuł profesora w dziedzinie nauk ścisłych i przyrodniczych otrzymał 28 września 2022. 
Członek Rady Wydziału Chemicznego Politechniki Łódzkiej. Wiceprezes Polskiego Towarzystwa Badań Radiacyjnych im. Marii Skłodowskiej-Curie. Członek Rady Dyscypliny Nauki Chemiczne Politechniki Łódzkiej  oraz członek międzynarodowych grup badawczych DarkSide i The Global Argon Dark Matter Collaboration, których zadaniem jest konstrukcja detektorów promieniowania kosmicznego i ich wykorzystanie do ostatecznego wyjaśnienia natury tzw. ciemnej materii

## Prace badawcze
Lista prac badawczych:
- Mechanistyczne aspekty reaktywności i wykorzystanie wybranych próbników molekularnych przeznaczonych do detekcji reaktywnych form tlenu i azotu
- Symulacje komputerowe procesów separacji nośników ładunku w organicznych ogniwach fotowoltaicznych
- Symulacje komputerowe procesów rekombinacji elektronów i jonów w torach promieniowania w skroplonym argonie
- Symulacje komputerowe procesów rekombinacji elektronów i jonów w układach o wysokiej ruchliwości ładunku
- Symulacja komputerowa procesów rekombinacji i zmiatania jonów w napromienionych układach niepolarnych

## Projekty
- Badania procesów dyfuzji i rekombinacji jonów metodami symulacji komputerowej[1]